# یواس‌سی‌جی‌سی برتولف (دبلیوام‌اس‌ال-۷۵۰)
یواس‌سی‌جی‌سی برتولف (دبلیوام‌اس‌ال-۷۵۰) (به انگلیسی: USCGC Bertholf (WMSL-750)) یک کشتی است که طول آن 418 feet (127.40 meters) می‌باشد. این کشتی در سال ۲۰۰۶ ساخته شد.